# دارين دونز
دارين دونز (بالإنجليزية: Darin Downs)‏ هو لاعب كرة قاعدة أمريكي، ولد في 26 ديسمبر 1984 في ساوثفيلد في الولايات المتحدة.

## وصلات خارجية
- دارين دونز على موقع دوري كرة القاعدة الرئيسي (الإنجليزية)
- دارين دونز على موقعبيزبول رفرنس.كوم (الدوري الرئيسي) (الإنجليزية)
- دارين دونز على موقعبيزبول رفرنس.كوم (الدوري الثانوي) (الإنجليزية)
- دارين دونز على موقع إي إس بي إن.كوم (أم.أل.بي) (الإنجليزية)
- دارين دونز على موقع مشجعي الرسوم البيانية (الإنجليزية)